# کیله‌شین، سقز
کیله شین، روستایی از توابع سقز نرسیده به تونل گردنه خان بر سرراه جاده سقز به بانه از (بخش مرکزی) شهرستان سقز در استان کردستان ایران می‌باشد.

## جمعیت
این روستا در دهستان میرده قرار دارد و براساس سرشماری مرکز آمار ایران در سال ۱۳۸۵، جمعیت آن ۵۱۷ نفر (۱۰۰خانوار) بوده‌است.